# Курганка (Широковский район)
Курганка (укр. Курганка) — село,
Зеленобалковский сельский совет,
Широковский район,
Днепропетровская область,
Украина.
Код КОАТУУ — 1225884402. Население по переписи 2001 года составляло 20 человек.

## Географическое положение
Село Курганка находится на расстоянии в 1,5 км от села Новое и в 5 км от села Зелёная Балка. По селу протекает пересыхающий ручей с запрудой.

## Объекты социальной сферы
- Школа.
- Детский сад.
- Клуб.
- Дом культуры.
- Фельдшерско-акушерский пункт.
- Больница.
- Спортивная площадка.
- Стадион.

## Достопримечательности
- Братская могила советских воинов.

## Персоналии
В селе родился Погорелов, Михаил Савельевич — Герой Советского Союза.